# Resolution 136 des UN-Sicherheitsrates
Die Resolution 136 des UN-Sicherheitsrates ist eine Resolution, die der Sicherheitsrat der Vereinten Nationen in der 864. Sitzung am 31. Mai 1960 einstimmig beschloss. Sie beschäftigte sich mit der Aufnahme von Togo als neues Mitglied in die Vereinten Nationen.

## Hintergrund
Nach dem Ersten Weltkrieg wurde der Ostteil der Deutschen Kolonie Togo, der etwa zwei Drittel des Gebietes ausgemachte mit der gesamten Küste an Frankreich (Französisch-Togo), der Westteil an Großbritannien (Britisch-Togoland) als Völkerbundsmandat übergeben. Die faktische Verwaltung befand sich aber in der Goldküste. Nach dem Zweiten Weltkrieg wurde daraus ein UN-Treuhandgebiet.
1957 schloss sich Britisch-Togoland an das nun unabhängige Ghana an. Der französische Teil erhielt 1955 von Frankreich Autonomie. Am 27. April 1960 erhielt Togo schließlich die volle Unabhängigkeit; erstes Staatsoberhaupt wurde Sylvanus Olympio.

## Inhalt
Der Sicherheitsrat gab bekannt, dass er die Aufnahme Togos als neues Mitglied der Vereinten Nationen geprüft hat und empfahl der UN-Generalversammlung einer Aufnahme zuzustimmen.

## Beitritt
Togo trat den Vereinten Nationen am 20. September 1960 bei.